# Пау, Питер
Питер Пау (кит. упр. 鮑德熹, палл. Бао Дэси, кант. Бау Дакхэй, род. 1952, Гонконг) — гонконгский кинооператор.

## Биография
Отец — актёр и режиссёр кино и телевидения, мать — театральная актриса, старшая сестра — актриса Нина Пау.  До 13 лет жил с родителями. Затем учился в Гуанчжоу, прожил там годы культурной революции, учительствовал. Вернувшись в Гонконг, два года работал банковским клерком. Уехал учиться в Художественном институте Сан-Франциско (1979—1983). Как кинооператор дебютировал в 1986 году. Работал с крупнейшими кинорежиссёрами Гонконга и Китая. Снял несколько фильмов как режиссёр.
Член Гонконгского общества кинооператоров.

## Избранная фильмография

### Режиссёрские работы
- 2002 — Искатели приключений / Tian mai zhuan qi (продюсер и исполнительница главной роли — Мишель Йео)
- 2015 — Чжун Куй: Снежная дева и тёмный кристалл / Zhong Kui fu mo: Xue yao mo ling (реж. Чжао Тайню)

### Операторские работы
- 1989 — Наёмный убийца (реж. Джон Ву)
- 1989 — Бог игроков (реж. Ван Цзин (Вонг Цзинг))
- 1989 — Терракотовый воин (реж. Чэн Сяодун)
- 1990 — Виртуоз (реж. Чэн Сяодун)
- 1991 — Хитрый мозг (Ван Цзин (реж. Вонг Цзинг))
- 1991 — Спаситель души (реж. Дэвид Ли Давэй (Лаи Дайваи), Кори Юань Куй (Юэнь Фуй))
- 1992 — Обнажённая убийца (реж. Кларенс Фок)
- 1992 — Правосудие моей пятки (реж. Джонни Ду Цифэн (Доу Кхэйфунг))
- 1993 — Герои, стреляющие по орлам (реж. Джеффри Лю Чжэньвэй (Лау Цзаньваи))
- 1997 — Доблестные воины / Warriors of Virtue (реж. Ронни Ю)
- 1997 — Колония / Double Team (реж. Цуй Харк)
- 1998 — Невеста Чаки / Bride of Chucky (реж. Ронни Ю)
- 1998 — Анна Магдалена (реж. Ци Чжунвэнь (Хай Цзунгмань))
- 2000 — Крадущийся тигр, затаившийся дракон (реж. Энг Ли, Оскар за лучшую операторскую работу, номинация на премию BAFTA, премия Чикагской ассоциации кинокритиков)
- 2000 — Дракула-2000 / Dracula 2000 (реж. Патрик Люсье)
- 2000 — И я тоже тебя ненавижу (реж. Ци Чжунвэнь (Хай Цзунгмань))
- 2005 — Возможно, любовь (реж. Питер Чан, премия Гонконгского КФ)
- 2005 — Клятва (реж. Чэнь Кайгэ)
- 2007 — Пристрели их / Shoot 'Em Up (реж. Майкл Дэвис)
- 2008 — Запретное царство / The Forbidden Kingdom (реж. Роб Минкофф)
- 2010 — Конфуций / Kong Zi (реж. Ху Мэй)
- 2012 — Я согласна / Wo Yuan Yi (реж. Сунь Чжоу)
- 2013 — Особая личность / Te shu shen fen (реж. Кларенс Иу-люн Фок)
- 2016 — Увидимся завтра / Baidu ren (реж. Чжан Цзяцзя)

## Признание
Номинант и лауреат многочисленных кинопремий, включая «Оскар». В честь оператора в 2006 назван астероид 34420.